# HIP 11952
HIP 11952 là một ngôi sao trong Ngân Hà, nằm cách Mặt Trời 376 năm ánh sáng. Trong khi các vạch quang phổ chỉ ra rằng ngôi sao thuộc loại phổ F2V-IV, các phân tích trước đây đã tuyên bố rằng ngôi sao này là một ngôi sao khổng lồ G8III và một ngôi sao dãy chính F0V. Nằm trong chòm sao Kình Ngư, ngôi sao này có độ kim loại chỉ bằng 1% so với Mặt Trời. Nó đã gần hết tuổi thọ trên dãy chính và sẽ sớm bắt đầu quá trình chuyển đổi thành một sao khổng lồ đỏ.

## Tuyên bố về phát hiện hành tinh
Vào năm 2012, người ta đã thông báo rằng HIP 11952 có hai hành tinh khổng lồ, điều này sẽ khiến nó trở thành ngôi sao chủ có hệ thống hành tinh lâu đời nhất và nghèo nhất kim loại được biết đến. Điều này sẽ đặt ra một thách thức đối với sự hình thành hành tinh, do cơ hội hình thành hành tinh quá sớm đến như vậy trong lịch sử vũ trụ, với một lượng nhỏ các nguyên tố nặng như thế để có thể hình thành hành tinh, được  người ta tin là quá thấp.
Các đo đạc tiếp theo với HIP 11952 được thực hiện trong 35 đêm trong khoảng 150 ngày, từ ngày 7 tháng 8 năm 2012 đến ngày 6 tháng 1 năm 2013, sử dụng máy quang phổ độ phân giải cao HARPS-N mới được lắp đặt tại Kính viễn vọng Quốc gia Galileo 3,58 m trên đảo La Palma (Quần đảo Canary) và HARPS tại kính viễn vọng 3,6 m của Đài thiên văn Nam châu Âu trên La Silla (Chile). Sau khi phân tích, họ có thể tự tin loại trừ, thông qua việc không phát hiện, sự hiện diện của hai hành tinh khổng lồ với các chu kỳ 6,95 ± 0,01 ngày và 290,0 ± 16,2 ngày. Họ cũng lý giải rằng các phát hiện sai lầm trước đây có lẽ là do sai số của dụng cụ đo lường. Phân tích lại dữ liệu FEROS cho thấy một vấn đề với hiệu chỉnh trọng tâm được sử dụng để suy ra vận tốc hướng tâm, và lỗi này đã dẫn đến tuyên bố phát hiện hành tinh sai lầm.